# Franz Hölbl
Franz Hölbl (* 27. Dezember 1927; † 6. November 1976) war ein österreichischer Gewichtheber. Er war Europameister 1954 im Schwergewicht.

## Werdegang
Franz Hölbl begann 1946 in Wien mit dem Gewichtheben. Er war Mitglied des Sportvereins Auto Wien. Bei einer Größe von 1,80 Metern hob er als Senior immer im Schwergewicht, das damals die höchste Gewichtsklasse war und bis 1950 ab 82,5 kg und ab 1951 bei 90 kg Körpergewicht begann. Franz Hölbl wog in seinen besten Zeiten als Gewichtheber ca. 125 kg.
1949 wurde er erstmals österreichischer Meister im Schwergewicht mit einer Leistung von 360 kg im olympischen Dreikampf. Im gleichen Jahr startete er auch in einem Freundschaftskampf zwischen den Stadtauswahlen von Nürnberg und Wien in Nürnberg und hob dort 365 kg (110-110-145). Er unterlag dabei dem deutschen Meister Theo Aaldering aus Essen, der die Nürnberger Stadtauswahl verstärkte und 380 kg erzielte.
1950 nahm Franz Hölbl schon an der Welt- und Europameisterschaft in Paris teil, nahm aber mit 355 kg (105-110-140) nur den 10. und letzten Platz ein. Wahrscheinlich kam dieser Einsatz für ihn noch etwas zu früh. 1951 belegte er bei den österreichischen Meisterschaften hinter Willi Hafenscher den 2. Platz, wurde aber bei der Welt- und Europameisterschaft in Mailand nicht eingesetzt.
Im Jahre 1952 wurde er wieder österreichischer Meister im Schwergewicht mit 395 kg. Er hatte ab diesem Zeitpunkt in Österreich für lange Zeit keinen ernsthaften Konkurrenten mehr, zumal Willi Hafenscher bei einem Verkehrsunfall ums Leben gekommen war. Bei einem Länderkampf gegen Frankreich in Wien überbot er mit 410 kg erstmals die damals so ominöse 400-kg-Grenze im olympischen Dreikampf und besiegte damit den Europameister im Mittelschwergewicht von 1951 Raymond Herbaux, der 385 kg erzielte. In einem weiteren Länderkampf gegen die Bundesrepublik Deutschland unterlag er jedoch gegen Europameister Heinz Schattner mit 392,5 kg : 410 kg.
Bei den Olympischen Spielen in Helsinki war er in keiner guten Form und erreichte nur 387,5 kg, die zum 8. Platz reichten. Zum Vergleich, der Sieger John Davis aus den USA hob 460 kg.
1953 steigerte er sich bei seinem Titelgewinn bei der österreichischen Meisterschaft auf 417,5 kg. Bei der Welt- und Europameisterschaft in Stockholm erreichte Franz Hölbl in der WM-Wertung mit 402,5 kg (125-120-157,5) den 6. Platz, gewann aber in der EM-Wertung hinter Heinz Schattner, 427,5 kg u. Theo Aaldering, 415 kg, den 3. Platz und gewann damit seine erste Medaille bei einer internationalen Meisterschaft.
Das Jahr 1954 wurde das erfolgreichste in der Laufbahn von Franz Hölbl, denn er wurde bei Welt- und Europameisterschaft im heimatlichen Wien Europameister mit 425 kg (135-127,5-162,5) und belegte mit dieser Leistung außerdem in der WM-Wertung hinter den beiden US-Amerikanern Norbert Schemansky, 487,5 kg und James Bradford, 462,5, den 3. Platz. Gegen Ende des Jahres steigerte er seine Bestleistung im olympischen Dreikampf auf 432,5 kg (137,5-130-165).
Ab diesem Zeitpunkt stagnierte Franz Hölbl, der als Ingenieur beruflich sehr eingespannt war, in seinen Leistungen. Es deutete sich an, dass die österreichischen Gewichtheber, wie auch die aus der Bundesrepublik Deutschland in den nächsten Jahren den Anschluss an die europäische Spitzenklasse, von der Weltspitzenklasse ganz zu schweigen, gänzlich verlieren sollten. Schuld daran trugen Trainer, die aus den 1930er Jahren stammten und deren Methoden eben nur für Leistungen ähnlich denen in den 1930er Jahren taugten. Die deutschen Gewichtheber überwanden diese Stagnation erst zu Beginn der 1970er Jahre mit Trainer Josef Schnell und Rudolf Mang. Die österreichischen haben im Grunde genommen diese Stagnation heute (2008) noch nicht überwunden.
Franz Hölbl konnte 1955 seinen Europameistertitel bei der Welt- und Europameisterschaft in München nicht verteidigen, gewann aber mit 417,5 kg (140-122,5-155) wenigstens noch die Bronzemedaille in der EM-Wertung hinter Eino Mäkinen auf Finnland, 422,5 kg u. Theo Aaldering, 420 kg. Kurz vor Ende des Jahres 1955 erzielte er in Wien mit 440 kg (140-132,5-167,5) die beste Dreikampfleistung seiner Laufbahn.
1956 belegte Franz Hölbl bei der Europameisterschaft in Kattowitz mit 430 kg (140-127,5-162,5) noch einmal den 3. Platz. Sieger wurde Alexei Medwedew aus der UdSSR, 465 kg vor Alberto Pigaiani aus Italien, 432,5 kg. Er startete dann auch bei den Olympischen Spielen in Melbourne und kam dort mit 425 kg (142,5-125-157,5) den 7. Platz. Der Sieger Paul Anderson aus den USA und der Silbermedaillengewinner Humberto Selvetti aus Argentinien erreichten jedoch jeweils 500 kg im olympischen Dreikampf.
1957 startete Franz Hölbl noch einmal bei der Europameisterschaft in Kattowitz, erreichte dort aber mit 412,5 kg (145-117,5-150) nur den 5. Platz und gewann damit keine Medaille mehr.
Im Jahre 1958 zeigte Franz Hölbl bei seinem Sieg bei der österreichischen Meisterschaft mit 425 kg wieder aufsteigende Form. Bei der Welt- und Europameisterschaft dieses Jahres ging er aber nicht an den Start.
Dafür versuchte er es bei der Welt- und Europameisterschaft 1959 in Warschau noch einmal, nachdem er in einem Testwettkampf in Wien 430 kg (145-122,5-162,5) erzielt hatte. In Warschau begann er im Drücken mit 145 kg jedoch viel zu hoch und schaffte diese Last dreimal nicht, womit er unplatziert ausscheiden musste. Man hätte sich ein etwas schöneres Ende der internationalen Laufbahn Franz Hölbl's wünschen mögen. Bei dieser WM ging übrigens der Stern von Juri Wlassow auf.
Nach Warschau beendete Franz Hölbl seine Karriere als Gewichtheber.

## Internationale Erfolge
(OS = Olympische Spiele, WM = Weltmeisterschaft, EM = Europameisterschaft, S = Schwergewicht, bis 1950 ab 82,5 kg, ab 1951 ab 90 kg Körpergewicht)
- 1950, 10. Platz, WM + EM in Paris, S, mit 355 kg (105-110-140); Sieger: John Davis (Gewichtheber), USA, 462,5 kg, vor Jakob Kutsenko, UdSSR, 422,5 kg;
- 1952, 8. Platz, OS in Helsinki, S, mit 387,5 kg: Sieger: John Davis, 460 kg vor James Bradford, USA, 437,5 kg;
- 1953, 6. Platz, WM + EM in Stockholm, S, mit 402,5 kg (125-120-157,5); Sieger WM: Doug Hepburn, Kanada, 467,5 kg vor John Davis, 457,5 kg; EM-Wertung: 1. Heinz Schattner, BRD, 427,5 kg, 2. Theo Aaldering, BRD, 415 kg, 3. Franz Hölbl, 402,5 kg;
- 1954, 3. Platz, WM + EM in Wien, S, mit 425 kg (135-127,5-162,5), hinter Norbert Schemansky, USA, 487,5 kg u. James Bradford, 462,5 kg; EM-Wertung: 1. Franz Hölbl, 2. Eino Mäkinen, Finnland, 407,5 kg, 3. Adolfo Mancinelli, Italien, 395 kg;
- 1955, 6. Platz, WM + EM in München, S, mit 417,5 kg (140-122,5-155); Sieger WM: 1. Paul Anderson, USA, 512,5 kg vor James Bradford, 475 kg, EM-Wertung: 1. Eino Mäkinen, Finnland, 422,5 kg, 2. Theo Aaldering, 420 kg, 3. Franz Hölbl, 417,5 kg;
- 1956, 3. Platz, EM in Helsinki, S, mit 430 kg (140-127,5-162,5), hinter Alexei Medwedew, UdSSR, 465 kg u. Alberto Pigaiani, Italien, 432,5 kg;
- 1956, 2. Platz, Großer Preis von Moskau, S, mit 430 kg (140-130-160), hinter Romasenko, 435 kg u. vor Veslowudsky, bde. UdSSR, 400 kg;
- 1956, 7. Platz, OS in Melbourne, S, mit 425 kg (142,5-125-157,5); Sieger: Paul Anderson, 500 kg, vor Humberto Selvetti, Argentinien, 500 kg;
- 1957, 5. Platz, EM in Kattowitz, S, mit 412,5 kg (145-117,5-150) hinter Ewgeni Nowikow, UdSSR, 480 kg, Eino Mäkinen, 440 kg, Vaclav Syrovy, CSSR, 425 kg u. Silviu Cazan, Rumänien, 417,5 kg;
- 1959, unpl., WM + EM in Warschau, S, nach 3 Fehlversuchen im Drücken; Sieger: Juri Wlassow, UdSSR, 500 kg, vor James Bradford, 492,5 kg

## Österreichische Meisterschaften
- 1949, 1. Platz, S, mit 360 kg,
- 1951, 2. Platz, S, mit 380 kg, hinter Willi Hafenscher, 395 kg,
- 1952, 1. Platz, S, mit 395 kg,
- 1953, 1. Platz, S, mit 417,5 kg,
- 1954, 1. Platz, S, mit 420 kg, vor Johann Wurm, 370 kg,
- 1956, 1. Platz, S, mit 422,5 kg, vor Johann Wurm, 407,5 kg,
- 1957, 1. Platz, S, mit 410 kg, vor Johann Wurm, 380 kg,
- 1958, 1. Platz, S, mit 425 kg